# Anita Studer
Anita Studer (* 1944 in Brienz) ist eine Schweizer Ornithologin, Naturschützerin und Ökologin.

## Leben
Anita Studer verbrachte ihre Kindheit mit ihren Eltern, vierzehn Brüdern und einer Schwester in Brienz, bis sie 1957 mit ihrer Familie nach Genf umzog. Nach der obligatorischen Schule schloss sie eine kaufmännische Lehre ab.
Im Jahr 1975 reiste sie zum ersten Mal nach Brasilien. In den folgenden Jahren verbrachte sie jeweils mehrere Monate pro Jahr dort und begann bald damit, die brasilianischen Vögel zu fotografieren. Schliesslich überzeugten sie Freunde, Ornithologie zu studieren. 1991 schloss sie an der Universität Nancy bei Bruno Condé ihre Doktorarbeit ab.

## Wirken
In ihrer Forschung konzentrierte sie sich auf den Forbes-Stärling (Anumara forbesi), einen kleinen schwarzen Vogel, dessen Population noch immer als verletzlich eingestuft wird. Anstatt jedoch bloss den Vogel zu studieren, wollte sie diesen und den Wald vor der Zerstörung retten. Seit über 40 Jahren widmet sie sich dem Schutz des brasilianischen Waldes.
Durch ihre Initiative wurden Millionen von Bäumen gepflanzt. Die Population des Forbes-Stärling wuchs von zirka 300 auf schätzungsweise 3000 Exemplare an. Durch umfangreiche Studien der Universität Genf wurden auch die breite Artenvielfalt des Ökosystems und die positiven Wirkungen auf die Umwelt aufgezeigt.

## Ehrungen
Für ihre Arbeit erhielt Anita Studer 2009 einen Orden der französischen Ehrenlegion. 1990 gewann sie einen Rolex Award. Zudem wurde ein Frosch nach ihr benannt: der Dendropsophus studerae.

## Schriften
- Taux de réussite des nids de trois peuplements d’oiseaux du Brésil et stratégies adaptatives. 1991.